# Melichrus urceolatus
Melichrus urceolatus  (лат.) — вид цветковых растений рода Melichrus семейства Вересковые (Ericaceae). Некоторые источники не признают данный вид.

## Ботаническое описание
Прямостоячий кустарник 0,2—1,5 м высотой. Белые, кремовые или жёлто-зелёные цветки собраны в соцветие. Цветение с марта по ноябрь в естественных местах произрастания. 

## Распространение
Вид произрастает в Квинсленде, Новом Южном Уэльсе и Виктории в Австралии.

## История
Вид был описан в 1810 году ботаником Робертом Броуном в работе Prodromus Florae Novae Hollandiae.

## Синонимика
- Styphelia cunninghamii F.Muell.
- Styphelia urceolata F.Muell.[1]